# 대한민국의 로펌
대한민국의 로펌은 1958년 김장리 합동법률사무소가 그 시초로, 시장이 개방되지 않아 국내 자본으로만 생겨나다 한EU 자유 무역 협정 타결로 외국계 로펌이 진출할 수 있게 되었다. 2017년 3월 한미 전면 개방이 이루어진다. 현재 19개의 외국 로펌이 진출하였다.
미국 로펌으로는 현재 폴 헤이스팅스, 롭스 앤 그레이, 화이트 앤 케이스, 클리어리 가틀립, 스캐든 압스 등이 한국에 사무소를 두고 있다.  2015년 법무부의 설립인가를 받은 외국 로펌은 21개이다.

## 변호사 별 순위

### 변호사 수
2022년 4월 30일 한국변호사 숫자를 기준으로 한 순위는 다음과 같다.
1. 김앤장 법률사무소 (909명)
2. 법무법인 광장 (531명)
3. 법무법인 태평양 (493명)
4. 법무법인 세종 (467명)
5. 법무법인 율촌 (382명)
6. 법무법인 화우 (316명)
7. 법무법인 지평 (238명)
8. 법무법인 바른 (215명)
9. 법무법인 대륙아주 (210명)
10. 법무법인 동인 (179명)

### 외국 변호사 수
현재 외국 변호사 숫자를 기준으로 한 순위는 다음과 같다.
1. 김앤장 법률사무소 (154명)
2. 법무법인 세종 (42명)
3. 법무법인 지평 (41명)
4. 법무법인 태평양 (36명)
5. 법무법인 광장 (35명)
6. 법무법인 율촌 (30명)
7. 법무법인 화우 (21명)

## 1세대 로펌
1958년 김장리 법률사무소에 설립에 이어 김신유 법률사무소가 10년간 로펌시장을 끌어오다,

## 참고 문헌
- 이재협, 법의 세계화와 로펌의 성장, 외법논집 제27집, 2007. 8.
- 장대성, 황인정, 김민수 저. 한국 변호사 사무실 서비스 품질과 고객 만족에 관한 연구, 韓國컴퓨터情報學會 論文誌 第11卷 第3號, 2006.  259~270 (12 pages).
- 장대성, 한국 변호사 서비스품질 평가에 관한 연구, 大韓經營學會誌 第19券 第6號, 2006. 12.